# پسر تفنگ
پسر تفنگ (به انگلیسی: Son of a Gun) یک فیلم در ژانر جنایی محصول ۲۰۱۴ استرالیاست. فیلم‌نامه‌نویس و کارگردان پسر تفنگ جولیوس ایوری است. یوان مک‌گرگور، برنتون توایتز، دیمون هریمن، آلیسیا ویکاندر و جاسک کومان در این فیلم ایفای نقش کرده‌اند.
فیلم داستان پسر جوانی است که به زندان افتاده‌است. در زندان گروهی از اشرار قصد تجاوز به او را دارند که یک خلافکار معروف به نام برندن لینچ (با بازی یوان مک‌گرگور) به داد او می‌رسند و در عوض از او می‌خواهند که ترتیب فرار آنها از زندان را بدهد و به باند آنان بپیوندد.